# Petronas
Петронас (Petroliam Nasional Berhad — скорочено Petronas) — національна нафтова компанія Малайзії. Заснована 17 серпня 1974 року.Президент — Мохаммад Хассан Марічан. Офіси знаходяться у столиці Малайзії Куала-Лумпурі. Це всесвітньовідомі вежі-близнюки Петронас — одні з найвищих будівель світу.
Загальні запаси компанії становлять 3,9 млрд барелів. Видобувається на день близько 800 тис. барелів.
«Petronas» має доведені запаси нафти, достатні на 15 років видобутку, газу — на 41 рік, веде діяльність в 38 країнах, в тому числі в секторі розвідки та видобування 23 країн (Алжиру, Анголи, Бахрейну, Беніну, Камеруну, Чаду, Єгипту та ін.).
Прибуток за 2005 рік — 12 млрд доларів США. Капіталізація компанії — 232 млрд дол. США
«Petronas» виступає ексклюзивним спонсором команди «Формула-1» Mercedes GP Petronas Formula One Team, головним спонсором Гран-прі Малайзії й спільним спонсором Гран-прі Китаю. Крім фінансування участі в перегонах, компанія розробляє та виробляє паливо для перегонних болідів. Вони також забезпечують паливно-мастильними матеріалами виробників мотоциклів Modenas та Yamaha. Петронас є офіційним постачальником флагманського палива і мастил для автомобільних компаній Mercedes-Benz (включаючи моделі Mercedes-AMG), Proton, Perodua і Tata Motors. 
Станом на 2020 рік у компанії працювало 47 669 робітників.
Видання The Financial Times визнало Петронас однією із "семи сестер" — списку найвпливовіших та переважно державних національних нафтогазових компаній із країн, що не входять до ОЕСР. 
Петронас є значним джерелом доходу для уряду Малайзії. Половина державного бюджету залежить від дивідендів компанії.

## Корпоративний логотип
Логотип Петронас був створений в 1974 році Дато Йоханом Аріффом з компанії Johan Design Associates. Він також відповідав за створення логотипів для інших дочірніх компаній Petronas та об'єктів нерухомості, включаючи центр міста Куала-Лумпур (KLCC), Universiti Teknologi Petronas (UTP), конференц-центр Куала-Лумпур, Putrajaya Holdings, Prince Court Medical Centre (PCMC), PETLIN, Малайзійський нафтовий клуб та торговий центр Mesra.

## Дочірні компанії
Петронас має понад 100 дочірніх компаній та близько 40 спільних підприємств, в яких компанії належить щонайменше 50% акцій. Попри те, що Петронас розглядає можливість включити до списку більше своїх дочірніх компаній, поки що компанія перерахувала щонайменше 3 свої дочірні компанії в Бурсі, Малайзія.
Найбільш відомими і важливими є:
- Petronas Dagangan Berhad[8][9]
- Petronas Gas Berhad
- MISC Berhad
- KLCC Properties Berhad
- Petronas Chemicals[10][11]
- Malaysian Marine and Heavy Engineering[12]